# Celerena perithea
Celerena perithea är en fjärilsart som beskrevs av Pieter Cramer 1777. Celerena perithea ingår i släktet Celerena och familjen mätare. Inga underarter finns listade i Catalogue of Life.